# Leichtathletik-Weltmeisterschaften 2011/Teilnehmer (Venezuela)
| Gelbes Symbol für Goldmedaillen mit stilisierten Olympischen Ringen | Graues Symbol für Silbermedaillen mit stilisierten Olympischen Ringen | Braundes Symbol für Bronzemedaillen mit stilisierten Olympischen Ringen |
| ------------------------------------------------------------------- | --------------------------------------------------------------------- | ----------------------------------------------------------------------- |
| —                                                                   | —                                                                     | —                                                                       |

Der Leichtathletik-Verband Venezuelas stellte bei den Leichtathletik-Weltmeisterschaften 2011 im koreanischen Daegu drei Teilnehmer.

## Ergebnisse

### Männer

#### Laufdisziplinen
| Athlet           | Disziplin | Vorlauf     | Vorlauf | Halbfinale     | Halbfinale | Finale      | Finale |
| Athlet           | Disziplin | Zeit        | Platz   | Zeit           | Platz      | Zeit        | Platz  |
| ---------------- | --------- | ----------- | ------- | -------------- | ---------- | ----------- | ------ |
| Eduar Villanueva | 1500 m    | 3:41,89 min | 26      | 3:36,96 min NR | 5          | 3:37,31 min | 8      |

### Frauen

#### Laufdisziplinen
| Athletin          | Disziplin   | Vorlauf | Vorlauf | Halbfinale | Halbfinale | Finale    | Finale |
| Athletin          | Disziplin   | Zeit    | Platz   | Zeit       | Platz      | Zeit      | Platz  |
| ----------------- | ----------- | ------- | ------- | ---------- | ---------- | --------- | ------ |
| Milangela Rosales | 20 km Gehen |         |         |            |            | 1:40:49 h | 35     |

#### Sprung/Wurf
| Athlet         | Disziplin  | Qualifikation | Qualifikation | Finale        | Finale        |
| Athlet         | Disziplin  | Weite/Höhe    | Platz         | Weite/Höhe    | Platz         |
| -------------- | ---------- | ------------- | ------------- | ------------- | ------------- |
| Marielys Rojas | Hochsprung | 1,85 m SB     | 25            | ausgeschieden | ausgeschieden |